# Acytota
Acytota o Aphanobionta, secondo alcuni paleontologi dell'Università di Washington, è un regno tassonomico, ovvero un taxon biologico che include quelle forme di vita che esistono senza possedere una struttura cellulare (“forma di vita non cellulare” o “acitota”): il corrispondente regno degli organismi cellulari dovrebbe quindi chiamarsi Cytota.
l'Impero è un taxon di rango superiore al Dominio, che può essere considerato un superdominio o imperium o impero.

## Forme di vita
Questo termine presume la classificazione dei virus come forme di vita: il concetto di "vita" senza struttura cellulare è emerso con forza nella comunità scientifica nel 2003 in seguito alla scoperta del mimivirus, pur non venendo universalmente accettato.

## Superclassificazione
| Mundus      | Biota / Vitae / Eobiontes      | Biota / Vitae / Eobiontes      | Biota / Vitae / Eobiontes      | Biota / Vitae / Eobiontes      | Biota / Vitae / Eobiontes      | Biota / Vitae / Eobiontes      | Biota / Vitae / Eobiontes      | Biota / Vitae / Eobiontes      | Biota / Vitae / Eobiontes      | Biota / Vitae / Eobiontes      | Biota / Vitae / Eobiontes      | Biota / Vitae / Eobiontes | Abiotic / Mineralia |
| Arborea     | Terroa / Terrabiota / Geobiota | Terroa / Terrabiota / Geobiota | Terroa / Terrabiota / Geobiota | Terroa / Terrabiota / Geobiota | Terroa / Terrabiota / Geobiota | Terroa / Terrabiota / Geobiota | Terroa / Terrabiota / Geobiota | Terroa / Terrabiota / Geobiota | Terroa / Terrabiota / Geobiota | Terroa / Terrabiota / Geobiota | Terroa / Terrabiota / Geobiota | (Eso-Terroan / Exobiota?) |                     |
| Superimpero | Ribosa                         | Ribosa                         | Ribosa                         | Ribosa                         | Ribosa                         | Ribosa                         | Ribosa                         | Ribosa                         | Ribosa                         | Aribosa                        | Aribosa                        |                           |                     |
| Impero      | Cytota                         | Cytota                         | Cytota                         | Cytota                         | Acytota / Aphanobionta         | Acytota / Aphanobionta         | Acytota / Aphanobionta         | Acytota / Aphanobionta         | Acytota / Aphanobionta         | Xenobiota                      | Prioni                         |                           |                     |
| Dominio     | Eukaryota                      | Eukaryota                      | Prokaryota                     | Prokaryota                     | Virii                          | Virii                          | Virii                          | Phagia                         | Phagia                         |                                |                                |                           |                     |
| Subdominio  | Unikonta                       | Bikonta                        | Archaea                        | Bacteria                       | DNAvirus                       | RNAvirus                       | Retrovirus                     | Bacteriophaga                  | Virophaga                      |                                |                                |                           |                     |
| ----------- | ------------------------------ | ------------------------------ | ------------------------------ | ------------------------------ | ------------------------------ | ------------------------------ | ------------------------------ | ------------------------------ | ------------------------------ | ------------------------------ | ------------------------------ | ------------------------- | ------------------- |

Legenda:
- Mineralia / Abiotic[5] - fattori non viventi[6] (materia ambientale dell'ecosistema[7])
- Biota / Vitae / Eobiontes[8][9] - fattori viventi (sistemi in uno stato energetico di disequilibrio stazionario in grado di dirigere una serie di reazioni chimiche[10])
  - (Arborea: Exobiota)[11] - eventuale vita extraterrestre[12];
  - Arborea: Terroa / Terrabiota / Geobiota[13] - vita terrestre[14];
    - Aribosa[15] -Organismi biologici non contenenti RNA o DNA, o molecole proteiche capaci di riproduzione[16];
      - Xenoribosa / Xenobiota
      - Prioni;

    - Ribosa[17][18] - viventi basati su RNA o DNA;
      - Acytota / Aphanobionta[19][20] - vita non cellulare[21][22];
        - Virus;
          - Virusa

        - Phage
          - Virophaga
          - Bacteriophaga

      - Cytota[23] - vita cellulare;
        - Eukaryota;
          - Unikonta
          - Bikonta

        - Prokaryota.
          - Archaea
          - Bacteria